# بوبي لورد
بوبي لورد (بالإنجليزية: Bobby Lord)‏ هو كاتب أغاني ومغني ومقدم تلفزيوني وموسيقي أمريكي، ولد في 6 يناير 1934 في سانفورد في الولايات المتحدة، وتوفي في 16 فبراير 2008 في ستيوارت في الولايات المتحدة.

## وصلات خارجية
- بوبي لورد على موقع IMDb (الإنجليزية)
- بوبي لورد على موقع ميوزك برينز (الإنجليزية)
- بوبي لورد على موقع ديسكوغز (الإنجليزية)